# یوگنهایم ین رهاینهسن
یوگنهایم ین رهاینهسن (به آلمانی: Jugenheim in Rheinhessen) یک شهر در آلمان است که در ماینتس-بینگن واقع شده‌است. یوگنهایم ین رهاینهسن  ۱٬۵۹۶ نفر جمعیت دارد.